# Donnacha Ryan

a Compétitions nationales et continentales officielles uniquement.

b Matchs officiels uniquement.
Dernière mise à jour le 31 mai 2020.
Donnacha Ryan, né le 11 décembre 1983, est un joueur international irlandais de rugby à XV qui évolue au poste de deuxième ligne. 

## Biographie

### Carrière
Jeune joueur du Munster, il a disputé deux rencontres de la Coupe d'Europe 2007-2008, en finale il est remplaçant sans entrer en jeu, et il a remporté ce prestigieux trophée,.
Il a connu les sélections irlandaises en moins de 18 ans, moins de 21 ans, en Irlande A contre l'Angleterre A en février 2008.
Le 16 juin 2017, le Racing 92 annonce qu'il rejoint le club à partir de la saison 2017-2018.
Il met un terme à sa carrière en 2021 et devient entraîneur des avants du Stade rochelais en binôme avec Romain Carmignani et auprès du manager Ronan O'Gara.

### En équipe nationale
Il ne prend pas part au Tournoi des Six Nations 2011 mais participe à la Coupe du monde 2011 où il joue trois rencontres. Il est nommé homme du match lors de sa première sélection comme titulaire dans le Tournoi des Six Nations 2012 face à l'Écosse.

## Statistiques en sélection nationale
Donnacha Ryan compte 47 sélections avec l'Irlande, dont 26 en tant que titulaire, depuis sa première sélection le 22 novembre 2008 à Croke Park contre l'Argentine.
Il participe à cinq éditions du Tournoi des Six Nations en 2010, 2012, 2013, 2016 et 2017.
Il participe à deux éditions de la Coupe du monde, en 2011 et 2015 où il joue cinq rencontres, face au Canada à la Roumanie, l'Italie, la France et l'Argentine.

## Palmarès
- Coupe d'Europe : 
  - Vainqueur en 2008 avec le Munster
  - Finaliste en 2018 et 2020 avec le Racing 92
- Ligue Celte/Pro12 :
  - Vainqueur en 2009 et 2011 avec le Munster.
  - Finaliste en 2017 avec le Munster.